# Мадрас (Орегон)
Мадрас (англ. Madras) — місто (англ. city) в США, в окрузі Джефферсон штату Орегон. Населення — 7456 осіб (2020).

## Географія
Мадрас розташований за координатами 44°38′18″ пн. ш. 121°7′38″ зх. д. / 44.63833° пн. ш. 121.12722° зх. д. (44.638418, -121.127162).  За даними Бюро перепису населення США в 2010 році місто мало площу 12,99 км², уся площа — суходіл. В 2017 році площа становила 13,71 км², уся площа — суходіл.

### Клімат
| Клімат : Мадрас         | Клімат : Мадрас | Клімат : Мадрас | Клімат : Мадрас | Клімат : Мадрас | Клімат : Мадрас | Клімат : Мадрас | Клімат : Мадрас | Клімат : Мадрас | Клімат : Мадрас | Клімат : Мадрас | Клімат : Мадрас | Клімат : Мадрас | Клімат : Мадрас |
| Показник                | Січ.            | Лют.            | Бер.            | Квіт.           | Трав.           | Черв.           | Лип.            | Серп.           | Вер.            | Жовт.           | Лист.           | Груд.           | Рік             |
| Абсолютний максимум, °C | 21,1            | 24,4            | 27,8            | 32,8            | 38,3            | 40,6            | 44,4            | 42,8            | 40,0            | 33,9            | 26,7            | 20,0            | 44,4            |
| Середній максимум, °C   | 5,4             | 8,7             | 12,9            | 16,8            | 21,3            | 25,4            | 30,6            | 30,0            | 25,5            | 18,5            | 10,3            | 5,8             | 17,6            |
| Середній мінімум, °C    | −5,5            | −3,9            | −2,6            | −1,1            | 2,2             | 5,3             | 7,3             | 6,4             | 3,3             | −0,4            | −2,7            | −4,9            | 0,3             |
| Абсолютний мінімум, °C  | −40             | −36,7           | −21,7           | −14,4           | −11,7           | −7,2            | −3,3            | −6,1            | −12,8           | −18,9           | −26,1           | −40             | −40             |
| Норма опадів, мм        | 29              | 21              | 19              | 18              | 24              | 20              | 9               | 8               | 12              | 18              | 33              | 32              | 243             |
| Днів з опадами          | 9               | 8               | 7               | 6               | 7               | 5               | 2               | 2               | 3               | 5               | 9               | 9               | 72,0            |
| ----------------------- | --------------- | --------------- | --------------- | --------------- | --------------- | --------------- | --------------- | --------------- | --------------- | --------------- | --------------- | --------------- | --------------- |
| Джерело:                |                 |                 |                 |                 |                 |                 |                 |                 |                 |                 |                 |                 |                 |

## Демографія
Згідно з переписом 2010 року, у місті мешкало 6046 осіб у 2198 домогосподарствах у складі 1430 родин. Густота населення становила 465 осіб/км².  Було 2569 помешкань (198/км²).
Расовий склад населення:
| - 66,4 % — білих - 6,9 % — корінних американців - 0,8 % — азіатів - 0,7 % — чорних або афроамериканців - 0,2 % — вихідців з тихоокеанських островів - 19,7 % — осіб інших рас |

До двох чи більше рас належало 5,4 %. Частка іспаномовних становила 38,5 % від усіх жителів.
За віковим діапазоном населення розподілялося таким чином: 30,8 % — особи молодші 18 років, 58,9 % — особи у віці 18—64 років, 10,3 % — особи у віці 65 років та старші. Медіана віку мешканця становила 31,2 року. На 100 осіб жіночої статі у місті припадало 97,3 чоловіків;  на 100 жінок у віці від 18 років та старших — 94,6 чоловіків також старших 18 років.
Середній дохід на одне домашнє господарство  становив 42 550 доларів США (медіана — 37 732), а середній дохід на одну сім'ю — 42 071 долар (медіана — 31 616). Медіана доходів становила 38 564 долари для чоловіків та 26 285 доларів для жінок. За межею бідності перебувало 24,3 % осіб, у тому числі 26,2 % дітей у віці до 18 років та 16,9 % осіб у віці 65 років та старших.
Цивільне працевлаштоване населення становило 2437 осіб. Основні галузі зайнятості: освіта, охорона здоров'я та соціальна допомога — 20,3 %, виробництво — 14,8 %, роздрібна торгівля — 13,0 %, мистецтво, розваги та відпочинок — 11,8 %.